# Rajd Elmot 1999
Rajd Elmot 1999 – 27. edycja Rajdu Elmot. Był to rajd samochodowy rozgrywany od 7 do 8 maja 1999 roku. Była to trzecia runda Rajdowych Samochodowych Mistrzostw Polski w roku 1999 oraz trzynastą rundą Rajdowych Mistrzostw Europy w roku 1999. Rajd składał się z dwudziestu jeden odcinków specjalnych.

## Wyniki końcowe rajdu
| Miejsce                                         | Kierowca                                        | Pilot                                           | Samochód                                        | Czas                                            | Strata                                          | Grupa Klasa                                     |
| Klasyfikacja generalna, ERC i mistrzostw Polski | Klasyfikacja generalna, ERC i mistrzostw Polski | Klasyfikacja generalna, ERC i mistrzostw Polski | Klasyfikacja generalna, ERC i mistrzostw Polski | Klasyfikacja generalna, ERC i mistrzostw Polski | Klasyfikacja generalna, ERC i mistrzostw Polski | Klasyfikacja generalna, ERC i mistrzostw Polski |
| ----------------------------------------------- | ----------------------------------------------- | ----------------------------------------------- | ----------------------------------------------- | ----------------------------------------------- | ----------------------------------------------- | ----------------------------------------------- |
| 1                                               | Krzysztof Hołowczyc                             | Jean-Marc Fortin                                | Subaru Impreza WRC S4 '98                       | 2:07:26.2                                       | -                                               | A8                                              |
| 2                                               | Leszek Kuzaj                                    | Andrzej Górski                                  | Subaru Impreza WRC S3 '97                       | 2:08:58.0                                       | +1:31.8                                         | A8                                              |
| 3                                               | Robert Gryczyński                               | Tadeusz Burkacki                                | Toyota Corolla WRC                              | 2:10:40.8                                       | +3:14.6                                         | A8                                              |
| 4                                               | Marek Gieruszczak                               | Marek Skrobot                                   | Toyota Celica GT-Four                           | 2:12:15.9                                       | +4:49.7                                         | A8                                              |
| 5                                               | Robert Herba                                    | Jacek Rathe                                     | Mitsubishi Lancer Evo V                         | 2:15:03.4                                       | +7:37.2                                         | N4                                              |
| 6                                               | Jarosław Pineles                                | Emil Horniaček                                  | Mitsubishi Lancer Evo IV                        | 2:16:09.3                                       | +8:43.1                                         | N4                                              |
| 7                                               | Tomasz Kuchar                                   | Maciej Szczepaniak                              | Volkswagen Golf III Kit Car                     | 2:20:36.2                                       | +13:10.0                                        | A7                                              |
| 8                                               | Damian Gielata                                  | Maciej Baran                                    | Seat Ibiza GTi 16V Evo2                         | 2:21:44.9                                       | +14:18.7                                        | A7                                              |
| 9                                               | Wiesław Stec                                    | Maciej Maciejewski                              | Mitsubishi Lancer Evo III                       | 2:22:25.9                                       | +14:59.7                                        | N4                                              |
| 10                                              | Dariusz Poletyło                                | Tomasz Szostak                                  | Subaru Impreza WRX                              | 2:22:34.6                                       | +15:08.4                                        | N4                                              |